# نابخشوده (آلبوم لسرافیم)
نابخشوده (انگلیسی: Unforgiven) نخستین آلبوم استودیویی گروه دخترانه اهل کره جنوبی لسرافیم است. این آلبوم توسط سورس میوزیک در ۱ مه ۲۰۲۳ همراه با تک‌آهنگ آغازین با همین نام منتشر شد.

## جدول‌ها
| جدول (۲۰۲۳)                                   | بهترین جایگاه |
| --------------------------------------------- | ------------- |
| آلبوم‌های اتریشی (آلبوم‌های او۳)                | ۴۳            |
| آلبوم‌های بلژیکی (اولتراتاپ فلاندرز)           | ۳۲            |
| آلبوم‌های بلژیکی (اولتراتاپ والونیا)           | ۳۳            |
| آلبوم‌های کانادایی (بیلبورد)                   | ۶۳            |
| آلبوم‌های بین‌المللی کرواسی (اچ‌دی‌یو)            | ۳۵            |
| آلبوم‌های فرانسوی (اس‌ان‌ئی‌پی)                   | ۲۰            |
| آلبوم‌های آلمانی (۱۰۰ آلبوم برتر رسمی)         | ۲۲            |
| آلبوم‌های مجارستانی (ماهاز)                    | ۴             |
| آلبوم‌های ژاپنی (اوریکون)                      | ۱             |
| آلبوم‌های ترکیبی ژاپنی (اوریکون)               | ۱             |
| آلبوم‌های داغ ژاپنی (بیلبورد ژاپن)             | ۱             |
| آلبوم‌های نیوزیلندی (آرام‌ان‌زد)                 | ۲۸            |
| آلبوم‌های لهستانی (ZPAV)                       | ۷۲            |
| آلبوم‌های پرتغالی (ای‌اف‌پی)                     | ۳۸            |
| آلبوم‌های کره جنوبی (گائون)                    | ۱             |
| آلبوم‌های اسپانیایی (پروموزیکای)               | ۷۰            |
| آلبوم‌های سوئیسی (جدول موسیقی سوئیس)           | ۸۱            |
| آلبوم‌های دیجیتال بریتانیا (شرکت جدول‌های رسمی) | ۸۶            |
| بیلبورد ۲۰۰ آمریکا                            | ۶             |
| آلبوم‌های جهانی آمریکا (بیلبورد)               | ۱             |

| جدول (۲۰۲۳)               | جایگاه |
| ------------------------- | ------ |
| آلبوم‌های ژاپنی (اوریکون)  | ۳      |
| آلبوم‌های کره جنوبی (سرکل) | ۳      |

## فروش‌ها و گواهی‌نامه‌ها
| منطقه                             | گواهی   | واحد گواهی‌شده/فروش |
| --------------------------------- | ------- | ------------------ |
| ژاپن (آرآی‌ای‌جی)                   | طلا     | ۱۰۰٬۰۰۰^           |
| کره جنوبی (گائون)                 | Million | ۱٬۰۰۰٬۰۰۰^         |
| ^ رقم توزیع تنها بر پایهٔ گواهی‌ها. |         |                    |

## تاریخچه انتشار
| منطقه | تاریخ     | فرمت                  | ناشر            |
| ----- | --------- | --------------------- | --------------- |
| مختلف | ۱ مه ۲۰۲۳ | دانلود دیجیتال استریم | سورس وای‌جی پلاس |
| مختلف | ۲ مه ۲۰۲۳ | سی‌دی                  | سورس وای‌جی پلاس |
| مختلف | ۵ مه ۲۰۲۳ | سی‌دی                  | سورس گفن        |